# Vršany
Vršany (německy Würschen) jsou zaniklá vesnice v okrese Most v Ústeckém kraji. Nacházela se v nadmořské výšce 256 metrů zhruba pět kilometrů jihozápadně od centra dnešního města Mostu. Obec byla zbořena v roce 1978 z důvodu těžby hnědého uhlí. Dnes se na místě vesnice nachází prostor Lomu Vršany, který pohltil i několik sousedních vsí.
Vršany nejsou samostatným katastrálním územím, ale spadají do katastrálního území Bylany u Mostu, které je částí obce Malé Březno.

## Historie
První písemná zmínka o Vršanech pochází z roku 1350, kdy patřila k mosteckému hradu. Do jeho panství příslušela i v 15. a 16. století. V roce 1595 prodal císař Rudolf II. hrad i se vším příslušenstvím městu Mostu a Vršany se tak staly jeho majetkem a staly se součástí městského panství Kopisty. Jeho součástí zůstaly až do konce feudalismu v roce 1848. Poté se Vršany staly osadou obce Slatinice. Vršany byly součástí i tamní farní obce a místní děti také chodily do Slatinic do školy. Obec získala plnou samosprávu až ve dvacátých letech 20. století. V roce 1961 se Vršany staly osadou obce Bylany. Vršany zanikly v roce 1978 při rozšíření těžby uhlí.
Na návsi stála kaple svatého Prokopa postavená v 19. století.

## Obyvatelstvo
Při sčítání lidu v roce 1921 ve vsi žilo 182 obyvatel (z toho 94 mužů), z nichž bylo 82 Čechoslováků a sto Němců. Kromě jednoho evangelíka, dvou židů a 69 lidí bez vyznání se ostatní hlásili k římskokatolické církvi. Podle sčítání lidu z roku 1930 měla vesnice 177 obyvatel: 44 Čechoslováků a 133 Němců. Většina obyvatel (161) byla římskými katolíky, ale žilo zde také pět evangelíků, jeden člen církve československé a deset lidí bez vyznání.
|           | 1869 | 1880 | 1890 | 1900 | 1910 | 1921 | 1930 | 1950 | 1961 | 1970 |
| --------- | ---- | ---- | ---- | ---- | ---- | ---- | ---- | ---- | ---- | ---- |
| Obyvatelé | 111  | 174  | 168  | 201  | 167  | 182  | 177  | 108  | 127  | 86   |
| Domy      | 17   | 17   | 20   | 21   | 22   | 22   | 25   | 25   | —    | 20   |